# Brasimone
Il Brasimone è un torrente dell'Appennino bolognese, lungo 22,2 km, con un bacino imbrifero di 73,7 km², principale affluente di sinistra del fiume Setta.

## Percorso
Nasce dal Monte delle Scalette (1193 mt), poco distante dall'Eremo del Viandante, in una zona ricchissima di sorgenti perenni e soggetta ad elevata piovosità (anche oltre 2 000 mm di pioggia annui), caratterizzata da un ambiente ad alta valenza paesaggistica (compreso nel Parco regionale dei laghi Suviana e Brasimone), con groppe a prati e boschi dalle quali è possibile ammirare buona parte dell'alto Appennino bolognese e modenese. Ottimo punto d'osservazione è costituito, ad esempio, dal vicino valico di Serra dello Zanchetto a 881 metri s.l.m., che divide la valle del Brasimone da quelle del torrente Limentra di Treppio.
In località Le Scalere, dopo pochi chilometri di corso, è sbarrato da una grande diga ad arco e gravità in muratura, alta 40 metri, con quota del coronamento a 846 metri s.l.m., lungo 158 m, realizzata nel 1911, che forma un bacino della capacità di 6 390 000 metri cubi d'acqua (quota del massimo pelo libero 829,50 metri s.l.m.) a servizio del sistema idroelettrico Reno-Limentra, il secondo dell'Appennino per potenza installata ed erogata (dopo quello del Nera-Velino in Umbria); il lago del Brasimone (detto anche Bacino delle Scalere) raccoglie anche le acque del rio Torto, che vi affluisce sempre dalla zona fra il Monte Calvi ed il Monte Casciaio (1 195 metri).
A valle della località Le Scalere, il torrente Brasimone entra in una profonda gola (Stretta delle Scalere, lunga circa 2 km), caratterizzata da impressionanti pareti rocciose verticali di macigno dell'Eocene incise profondamente dal corso d'acqua, fino sotto l'abitato di Castiglione dei Pepoli.
La valle, poi, s'allarga, il torrente riceve da destra e sinistra numerosi piccoli affluenti ed è sbarrato nuovamente, sempre sotto Castiglione dei Pepoli, in corrispondenza della confluenza col Rio Le Mogne, dalla diga di Santa Maria, del tipo a gravità in muratura, alta 23 metri, con quota del coronamento rettilineo a 522 metri s.l.m., lungo 76,60 m, costruita nel 1917, che forma un bacino della capacità di 210 000 metri cubi (quota del massimo pelo libero 504 metri s.l.m.) a servizio della sottostante centrale idroelettrica de Le Piane.
Dopo il lago di Santa Maria, la valle assume un andamento rettilineo verso nord e, nell'ultimo tratto, verso nord-est, fino a che, sotto Lagaro di Castiglione dei Pepoli, il Brasimone confluisce nel Setta; prima che il sistema d'indigamenti ne modificasse il regime idraulico, alla confluenza il Brasimone raddoppiava la portata del Setta.